# Championnat de France de football de deuxième division 1957-1958
Navigation
Division Interrégionale 1956-1957 Division Interrégionale 1958-1959
Le Championnat de France de football D2 1957-1958 avec une poule unique de 22 clubs, voit l’attribution du titre au FC Nancy, qui accède à la première division en compagnie du Stade rennais UC, du Limoges FC et du RC Strasbourg.

## Les 22 clubs participants
| - AS Aix - RCFC Besançon - Girondins de Bordeaux - AS Cannes - US Forbach - FC Grenoble - Le Havre AC - Limoges FC - SO Montpellier - FC Nantes - FC Nancy | - CA Paris - Stade Français - Perpignan FC - Red Star Olympique - Stade rennais UC - RC Roubaix - FC Rouen - FC Sète - RC Strasbourg - SC Toulon - AS Troyes |

## Classement final
| #  | Club                  | Joués | V  | N  | D  | bp:bc | +/- | Points |
| -- | --------------------- | ----- | -- | -- | -- | ----- | --- | ------ |
| 1  | FC Nancy              | 42    | 25 | 11 | 6  | 89-50 | +39 | 61     |
| 2  | Stade rennais UC      | 42    | 23 | 12 | 7  | 93-40 | +53 | 58     |
| 3  | Limoges FC            | 42    | 25 | 5  | 12 | 85-41 | +44 | 55     |
| 4  | RC Strasbourg         | 42    | 22 | 10 | 10 | 89-52 | +37 | 54     |
| 5  | Girondins de Bordeaux | 42    | 25 | 3  | 14 | 82-53 | +29 | 53     |
| 6  | US Forbach            | 42    | 22 | 9  | 11 | 60-51 | +9  | 53     |
| 7  | Le Havre AC           | 42    | 19 | 11 | 12 | 65-50 | +15 | 49     |
| 8  | AS Troyes             | 42    | 20 | 9  | 13 | 51-42 | +9  | 49     |
| 9  | FC Rouen              | 42    | 19 | 10 | 13 | 66-51 | +15 | 48     |
| 10 | CO Roubaix-Tourcoing  | 42    | 19 | 9  | 14 | 75-68 | +7  | 47     |
| 11 | SC Toulon             | 42    | 18 | 6  | 18 | 71-71 | 0   | 42     |
| 12 | Red Star Olympique    | 42    | 15 | 12 | 15 | 60-60 | 0   | 42     |
| 13 | FC Nantes             | 42    | 13 | 11 | 18 | 53-65 | -12 | 37     |
| 14 | Perpignan FC          | 42    | 15 | 7  | 20 | 42-57 | -15 | 37     |
| 15 | AS Cannes             | 42    | 13 | 10 | 19 | 60-79 | -19 | 36     |
| 16 | Stade Français        | 42    | 13 | 7  | 22 | 48-75 | -27 | 33     |
| 17 | SO Montpelliérain     | 42    | 12 | 7  | 23 | 48-75 | -27 | 31     |
| 18 | CA Paris              | 42    | 10 | 10 | 22 | 49-80 | -31 | 30     |
| 19 | FC Grenoble           | 42    | 7  | 15 | 20 | 53-74 | -21 | 29     |
| 20 | AS Aix                | 42    | 7  | 13 | 22 | 53-90 | -37 | 27     |
| 21 | FC Sète               | 42    | 7  | 13 | 22 | 47-81 | -34 | 27     |
| 22 | RCFC Besançon         | 42    | 9  | 8  | 25 | 49-83 | -34 | 26     |

# position ; V victoires ; N match nuls ; D défaites ; bp:bc buts pour et buts contre
 Victoire à 2 points

## À l’issue de ce championnat
- Le FC Nancy, le Stade rennais UC, le Limoges FC, et le RC Strasbourg sont promus en championnat de première division.
- Équipes reléguées de la première division : l'AS Béziers et le CS Metz.
- Le nombre d’équipes engagées pour le championnat suivant est de 20 équipes.